# Polizeiruf 110: Morgengrauen
Morgengrauen ist ein Fernsehfilm aus der ARD-Krimireihe Polizeiruf 110. Der Film wurde von der Bavaria Fernsehproduktion im Auftrag des Bayerischen Rundfunks produziert und am Sonntag, den 24. August 2014 erstmals im Ersten ausgestrahlt. Es ist der siebte Fall des Münchner Polizeiruf-Ermittlers Hanns von Meuffels.

## Handlung
Hauptkommissar Hanns von Meuffels sucht im Gefängnis den 18-jährigen Tatverdächtigen Martin Scharl auf, der einen Gleichaltrigen in einem S-Bahnhof getötet haben soll. Anhand von Videoaufzeichnungen konnte Scharl als Täter identifiziert werden. Im Verhör erklärt der junge Mann, dass er das nicht gewollt habe, aber er habe sich wehren müssen, weil das Opfer „in seine Area“ eingedrungen sei. Dennoch zeigt Scharl sich reuig. Er deutet von Meuffels an, dass „die“ ihn hier umbringen werden, offensichtlich wähnt er sein Leben in Gefahr.
Beim psychologischen Dienst der Haftanstalt trifft von Meuffels auf seinen alten Schulfreund Max Steiner, der als Anstaltspsychologe dort tätig ist. Bezüglich des Tatverdächtigen verweist Steiner von Meuffels an Karen Wagner. Diese sagt zu, sich um Scharl zu kümmern, wozu sie jedoch nicht mehr kommt. Von Meuffels wird am nächsten Tag zu der Haftanstalt gerufen, dort hat sich Scharl anscheinend in seiner Zelle erhängt. Der Kommissar zweifelt sofort an der Selbstmordthese und befragt die Mithäftlinge, die allesamt junge Intensivtäter sind. Diese geben sich zwar ahnungslos, doch mit Karen Wagners Hilfe kann er deren Aussagen analysieren. So fällt ihm  besonders Alexander Dushku auf, der auf seine Vernehmung gut vorbereitet zu sein scheint.
Am nächsten Morgen spricht von Meuffels seinen alten Freund Steiner auf Dushku an; dieser traut ihm durchaus einen Mord zu, denn Dushku wurde verurteilt, weil er einen anderen jungen Mann mit einem Feuerwerkskörper schwer verletzt und anschließend getötet hatte. Da er sich aber während der Haft nichts weiter hatte zuschulden kommen lassen, läuft derzeit ein Antrag auf vorzeitige Haftentlassung, der von Wagner und Steiner befürwortet wird. 
Von Meuffels besucht nun endlich seinen alten Schulfreund Steiner, der im Gegensatz zu von Meuffels eine Familie hat. Steiner warnt von Meuffels bei dieser Gelegenheit vor Karen Wagner. Er hat bemerkt, dass von Meuffels Gefallen an der jungen Psychologin gefunden hat. Wagner sei seiner Meinung nach manipulativ und verhalte sich den Häftlingen gegenüber merkwürdig; einige würde sie bestrafen und in einen anderen sei sie sogar verliebt gewesen. Von Meuffels studiert daraufhin die Personalakte von Karen Wagner, sieht aber noch keine Veranlassung, das gerade begonnene Verhältnis zu ihr zu beenden.
Nachdem Dushku tatsächlich vorzeitig entlassen wird, observiert ihn von Meuffels zusammen mit seinem Kollegen Oberpriller. Beide sinnieren bei der Gelegenheit über den Auftraggeber für den Mord an Scharl, und Oberpriller äußert die Vermutung, dass das alles aus dem Gefängnis heraus gesteuert würde. Von Meuffels holt daraufhin Informationen über die JVA ein und findet heraus, dass es dort in den letzten Jahren neun Selbstmorde gegeben hat. Als er über Karen Wagner recherchiert, ruft sie an, doch von Meuffels vermeidet es, sich mit ihr für den Abend zu verabreden. Von Meuffels sucht seinen Freund Steiner auf und fragt ihn über die Selbstmorde und über Karen Wagner aus. Steiner sagt ihm, dass er nicht ahne, was sie für eine Macht habe. Zudem habe Dushku sie seinerzeit wegen sexueller Belästigung angezeigt. Von Meuffels sucht Karen Wagner auf, die sich sehr verliebt zeigt und mit ihm spontan zu sich nach Hause geht. Doch während sie mit ihm schlafen will, will er sie zu den Vorgängen in ihrer JVA befragen. Er spricht sie auf die hohe Selbstmordrate in ihrer JVA an und sagt ihr, dass die Staatsanwaltschaft ein Verfahren gegen Unbekannt eingeleitet hat. Auf die Anzeige wegen sexueller Belästigung angesprochen, reagiert Wagner verletzt und meint, er halte sie für eine Mörderin. Daraufhin beendet sie die Beziehung zu ihm.
Von Meuffels versucht, die Ermittlungen in dem Fall abzugeben und Karen Wagner anzurufen, diese geht aber nicht ans Telefon, sondern stellt Ihrerseits Steiner zur Rede und sagt ihm auf den Kopf zu, dass er Dushku zum Mord an Scharl angestiftet habe. Steiner versucht daraufhin, sowohl das JVA-Personal als auch von Meuffels gegen Karen Wagner aufzubringen. Zusätzlich kontaktiert er Dushku und warnt diesen, dass Wagner möglicherweise bei ihm auftauchen werde. Er stiftet ihn zum Mord an und bietet ihm 30.000 Euro.
Von Meuffels wird klar, dass Steiner der wahre Drahtzieher ist und Wagner nur denunziert hatte, um von sich abzulenken. Er bringt die Intensivtäter dazu, sich gegenseitig umzubringen, um sie so aus dem Weg zu räumen. Als er Steiner mit diesen Vorwürfen konfrontiert, gesteht dieser am Ende und rechtfertigt sich, dass er durch sein Verhalten unschuldige Menschenleben rette, wenn er dafür sorge, dass sich die „Monster“ gegenseitig umbringen würden. Von Meuffels erklärt daraufhin, dass er ihn vor Gericht stellen werde. Anschließend versucht der Kommissar mit Karen Wagner zu reden. Doch diese ist gerade auf dem Weg zu Dushku, um ihn zu einem Geständnis zu bewegen, ehe die Staatsanwaltschaft auf ihn zukommen würde. Unvermittelt wird Wagner von ihm attackiert. Ihr gelingt es zwar, Dushku zu überwältigen, doch er hat noch zwei weitere Freunde in der Wohnung, die sich erst jetzt zeigen und sie mit einer Waffe bedrohen. Von Meuffels und Oberpriller kommen in letzter Sekunde dazwischen und können die Gangster überwältigen.
Am nächsten Morgen informiert Karen Wagner von Meuffels darüber, dass Steiner die Haftanstalt „freiwillig“ verlässt. Von Meuffels informiert sie seinerseits darüber, dass er innerhalb des Hauses keinerlei Ermittlungen mehr anstelle, sondern sich voll auf Dushku konzentriere, der noch die Aussage verweigere. Steiner legt er unter vier Augen nahe, dass dieser ein Geständnis ablegen solle, denn wenn Dushkus Leute ihn zuerst bekämen, sei auch seine Familie in Gefahr. Steiner erschießt sich daraufhin in seinem Haus.

## Hintergrund
Die Dreharbeiten fanden vom 14. November 2013 bis 12. Dezember 2013 in München und Umgebung statt. Arbeitstitel von Morgengrauen war Morgengruß.
Seine Premiere feierte Morgengrauen am 4. Juli 2014 auf dem Filmfest München.

## Rezeption

### Kritiken
„Dieser ‚Polizeiruf‘ ist voll von grandiosen kleinen Szenen; Gewalt und Witz, Einsamkeit und Liebesglück, die Stimmungen wechseln hier so schnell, dass man zuweilen gar nicht mitkommt. Brandt, Hüller, Milberg spielen musterhaft ambivalent. Aber im Gedächtnis bleibt vor allem der Schauspieler Andreas Lust (Der Räuber), der im deutschsprachigen Film viel zu selten Hauptrollen oder wenigstens Episodenhauptrollen bekommt.“

„Dabei kann ‚Morgengrauen‘ auf eine hervorragende Besetzung zurückgreifen: Matthias Brandt, Sandra Hüller, Axel Milberg und Andreas Lust liefern Szenen, die lange im Gedächtnis bleiben. Vor allem der Liebesgeschichte zwischen Brandt und Hüller, beide schüchtern und spröde, rückt die Kamera auf den Leib. Kein Missverständnis und keine Peinlichkeit werden da ausgespart, und das ist rührend, fast ein bisschen quälend und sehenswert in diesem ‚Polizeiruf‘.“

### Einschaltquoten
Die Erstausstrahlung von Morgengrauen am 24. August 2014 wurde in Deutschland von 7,98 Millionen Zuschauern gesehen und erreichte einen Marktanteil von 24,3 % für Das Erste.